# Semele (nome)
Semele  è un nome proprio di persona italiano femminile.

## Origine e diffusione

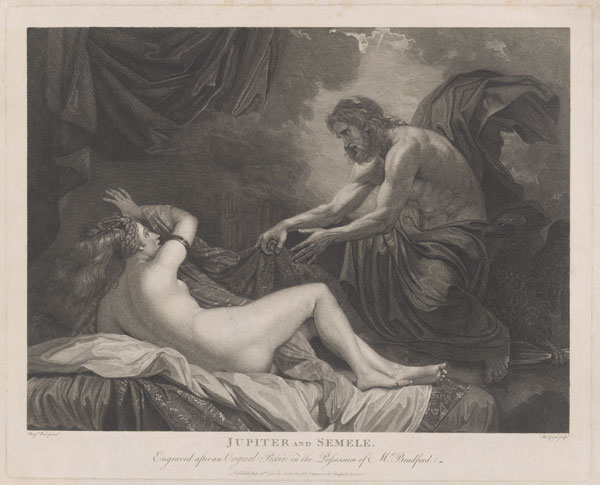
Zeus e Semele

Riprende il nome di Semele, madre di Dioniso nella mitologia greca, avuto da Zeus; la sua figura continua quella di Zemele, una dea della terra traco-frigia.
L'etimologia del nome, presente in greco come Σεμέλη (Semèle) e passato in latino come Semele, è dibattuta. Sebbene alcune fonti lo riconducano al termine sémelos ("chiocciola"), ha origini frigie e significa di "madre della terra", da una radice probabilmente comune a quella dell'antico slavo ecclesiastico zemlja ("terra") e del latino humus ("terra", "suolo").

## Onomastico
L'onomastico può essere festeggiato il primo di novembre, festa di Ognissanti, non essendovi sante con questo nome che è quindi adespota.